# Hoàng nương cứng
Crepis nigrescens là một loài thực vật có hoa trong họ Cúc. Loài này được Pohle mô tả khoa học đầu tiên.